# クリスチャン・ゴンザレス
クリスチャン・ゴンザレス（Christian Gonzalez, 2002年6月28日 - ）は、アメリカ合衆国テキサス州キャロルトン出身のプロアメリカンフットボール選手。NFLのニューイングランド・ペイトリオッツに所属している。ポジションはコーナーバック。

## 経歴

### カレッジ

#### コロラド
コロラド大学では1年目の2020年シーズンから先発を務め、25タックル、5つのパスディフレクションを記録した。
2021年シーズンは53タックル、5つのパスディフレクションを記録した。

#### オレゴン
2022年シーズン開幕前にオレゴン大学へ転校した。このシーズンは45タックル、5つのパスディフレクション、3つのインターセプトを記録し、オールPac-12ファーストチームに選出された。シーズン終了後に2023年のNFLドラフトへアーリーエントリーした。

### ニューイングランド・ペイトリオッツ
| 6 ft 1+3⁄8 in (186 cm)          | 197 lb (89 kg) | 32 in (81 cm) | 9+1⁄2 in (24 cm) | 4.38 s | 1.54 s | 2.57 s | 41.5 in (105 cm) | 11 ft 1 in (3.38 m) | 14 回 |
| All values from the NFL Combine |                |               |                  |        |        |        |                  |                     |       |

2023年のNFLドラフトにて全体17位でニューイングランド・ペイトリオッツから指名され、その後ルーキー契約を結んだ。

#### 2023年シーズン
フィラデルフィア・イーグルスとの開幕戦でジェイレン・ハーツからキャリア初となるサックを記録し、第2週のマイアミ・ドルフィンズ戦ではキャリア初となるインターセプトを記録した。これらの活躍により、9月の新人月間最優秀守備選手に選出された。しかし、第4週のダラス・カウボーイズ戦で右肩を脱臼して関節唇を断裂し、シーズン残りの試合を全休する見込みとなった。

## 家族
コロンビア系アメリカ人である。
姉のメリッサ・ゴンザレスはハードル選手で、コロンビア代表として2021年の東京オリンピックに出場した。
NFL選手のデビッド・ブラウはメリッサの夫であり、義兄にあたる。